# Kúprine
Kúprine (en (ucraïnès): Купріне) és un poble de la República Autònoma de Crimea a Ucraïna, que el 2014 tenia 200 habitants. Pertany al districte de Simferòpol.